# Voz do Comércio
A Voz do Comércio: Quinzenário dos Contabilistas e Guarda-Livros nasce no Porto em Janeiro de 1929, com periodicidade quinzenal, sob a direção de António Martins da Fonseca tendo como editor Alberto Fernandes Leal. Os conteúdos deste jornal apresentam um sortido considerável que engloba literatura, poesia, ciência, cultura geral e curiosidades, além de artigos específicos de contabilidade. Vários são os colaboradores deste periódico, entre os quais destcam:  Reverendo Pedro Augusto Ferreira, José de Barros e Sousa, Luís Leitão, descrito como “escritor moralista”, Raul de Caldevilla, Bento Carqueja, Luís da Cunha Gonçalves, Ayres de Gouveia, Palma Carlos e Vinha dos Santos e alguns textos, publicados a título póstumo, de autores de renome como: A. F. de Castilho, Latino Coelho, Thomaz Ribeiro e Marcelino Mesquita.